# Somalia na Letnich Igrzyskach Olimpijskich 2004
Somalię na Letnich Igrzyskach Olimpijskich 2004 reprezentowało 2 sportowców.

## Skład kadry

### Lekkoatletyka
Kobiety:
- Fartun Abukar Omar – bieg na 100 m – Runda 1: 14.29 s

Mężczyźni:
- Abdulla Mohamed Hussein – bieg na 400 m – Runda 1: 51.52 s